# لوط (لاريجان السفلي)
لوط (بالفارسية: لوط) هي قرية تقع في إيران في قسم لاریجان السفلی الريفي. يقدر عدد سكانها بـ 90 نسمة بحسب إحصاء 2016.